# Vithaya Pansringarm
Vithaya Pansringarm (del tailandés: วิทยา ปานศรีงาม) es un actor de cine y televisión tailandés más conocido por su rol en la cinta  Only God Forgives.
En junio del 2014 ganó mejor actor en el Festival de Cine de Shanghái por su papel de Chavoret en The Last Executioner, basada en la historia real de la última persona que llevó a cabo ejecuciones con armas de fuego en Tailandia. La película también ganó 'Mejor película' y 'Mejor guion' en los 30 Premios Surasawadi en 2015.
Se graduó en Diseño gráfico en el New York Institute of Technology.

## Filmografía
- The Prince and Me: The Elephant Adventure (2010) - Rey Saryu.
- Largo Winch II: Conspiración en Birmania (2011) - Coronel Komsan.
- Mindfulness and Murder (2011) - Padre Ananda.
- The Hangover Part II (2011) - Ministro.
- Trade of Innocents (2012) - Nath.
- Choice (2013) - Policía.
- Only God Forgives (2013) - Chang.
- Gutted (2013) - Padre.
- The Mark: Redemption (2013) Bldg owner.
- Ninja: Shadow of a Tear (2013) - General Sung.
- The White Storm (2013) - Mr. Choowit.
- The Last Executioner (2014) - Chavoret.
- Klink unter palmen (2014) - Dian.
- Glory Days (2015) - Chang.
- El Especialista (2016) - Alcaide de la prisión.
- Brutal: Taste of Violence (2016) - Lao.
- The Forest (2016) - Vithaya.
- Godspeed (2016).
- Mei Gong he xing dong (2016).
- Operación Mekong (2016) - P'Som.
- Till We Meet Again (2016) - Surachai.
- "A Prayer Before Down" (2016) - Officer Preecha.
- "Wanted (2016) - Tan.
- "Paradox" (2017).
- "Haphazard" (2017) - Akutagawa.
- "Eullenia" (2017) - Boo.
- "Attrition" (2017) - Padre de Wai.
- "Tokyo Red" (2018) - Jefe Yakuza.